# Pagodetræ-slægten
Pagodetræ-slægten (Styphnolobium) består af 3-4 arter af små, løvfældende træer, som tidligere har været en del af slægten Sophora. Styphnolobium-arterne afviger fra Sophora ved, at de mangler evnen til at skabe symbiose med kvælstofsamlende bakterier. Bladene er uligefinnede med 9-12 småblade, og blomsterne er samlet stande, der kan minde om dem hos Robinie. Frugterne er bælge, som er sammensnøret mellem de enkelte frø. Her omtales kun den art, som dyrkes i Danmark.
| Arter |

- Pagodetræ (Styphnolobium japonicum)